# Janikówka (Kobylec)
Janikówka – część wsi Kobylec w Polsce, położona w województwie małopolskim, w powiecie bocheńskim, w gminie Łapanów.
W latach 1975–1998 Janikówka należała administracyjnie do województwa tarnowskiego.